# Roteberg
Roteberg est une localité de Suède située à Ovanåker, dans le comté de Gävleborg de la province historique de Hälsingland. En 2010, on y compte 393 habitants.